# ラーシュ・ペター・ノードハウグ
ラーシュ・ペター・ノードハウグ（Lars Petter Nordhaug、1984年5月14日 - ）は、ノルウェー、トンスベルグ出身の自転車競技（ロードレース）選手。

## 来歴
2001年
- ノルウェー選手権
  - ジュニア部門・マウンテンバイク(MTB) クロスカントリー(XC) 優勝

2002年
- ノルウェー選手権
  - ジュニア部門・MTB XC 優勝

2005年、マクセボ・ビアンキと契約。
- ノルウェー選手権
  - MTB バイクマラソン 優勝
  - U23部門・個人ロードレース 優勝

2006年
- ノルウェー選手権
  - 個人ロードレース 優勝

2008年
- フェストニングスリッテト 総合優勝
- ノルウェー選手権
  - MTB XC 優勝

2010年、チームスカイに移籍。
2011年
- ジロ・デ・イタリア 総合92位

2012年
- トロフェオ・デイア 優勝
- バスク一周 総合6位
- グランプリ・シクリスト・ド・モンレアル 優勝
- ロードレース世界選手権・個人ロードレース 20位